# Steve Heighway
Steve Heighway, né le 25 novembre 1947 à Dublin (Irlande) est un footballeur irlandais, qui évoluait au poste d'ailier à Liverpool et en équipe de la république d'Irlande.
Heighway n'a marqué aucun but lors de ses trente-quatre sélections avec l'équipe de la république d'Irlande entre 1971 et 1982.
Il fait partie de l’équipe de Liverpool qui connu le succès au cours des années 1970. À la suite de ses onze ans passés au club, il a été classé 23e du sondage 100 Players Who Shook The Kop réalisé en 2006 auprès des supporters du club.
Heighway devient directeur du centre de formation de Liverpool durant une période où elle comprenait des joueurs comme  Steven Gerrard, Steve McManaman, Robbie Fowler and Jamie Carragher. Il prend sa retraite en 2007 mais revient plus tard dans un rôle de consultant pour le centre de formation. Il tient ce rôle jusqu’à sa retraite définitive en 2022,

## Biographie
Bien qu’il soit né à Dublin, en Irlande, l’enfance de Heighaw se passe principalement à  Sheffield où il suit des cours à l’Ecclesall Junior School (jusqu’en 1959), suivi par l’High Storrs School et ensuite la Moseley Hall Grammar School for Boys de Cheadle, près de Stockport.
Les promesses précoces d’Heighway en tant qu’ailier ne sont pas remarquées par les clubs professionnels. De ce fait, il se concentre sur ses études en économie et politique à l’Université de Warwick de Coventry (à partir de 1966) obtenant une note de 2:1.
En 1970, Heighway étudiait pour ses examens de fin d’études et jouait pour le Skelmersdale United lorsqu'il fut repéré par le système scouting de Liverpool. Alors que le manager Bill Shankly reconstruisait une équipe vieillissante et sous performante lors des années 1960, il fit signer rapidement Heighway en mai de cette année. C'est grâce aux résultats scolaires de Heighway qu'il a reçu le surnom de "Big Bamber", tandis que son coéquipier et collègue diplômé de l'université Brian Hall est surnommé "Little Bamber", tous deux d'après l'émission de télévision University Challenge présentée par Bamber Gascoigne.
Ailier gauche puissant et rapide avec deux bons pieds, Heighway commence dans le football de haut niveau après avoir fait ses débuts le 22 septembre 1970, lors d’un match rejoué à Anfield du 2e tour de la coupe de la ligue contre Mansfield Town (3-2). Heighway marque son premier but à la 51e minute d’un match de championnat à domicile, gagné 2–0 contre Burnley le 1er octobre 1970.
Un mois plus tard, il marque un but contre les rivaux  d’Everton au cours d’une victoire 3-2 âprement disputée, après que son équipe se soit retrouvée menée 2-0 peu de temps après la seconde période. Il reste dans l'équipe pour le reste de la saison alors que les nouveaux joueurs de Liverpool terminent la campagne de championnat brillamment battant également Everton en demi-finale de la  Coupe d'Angleterre pour atteindre la finale à Wembley.
Leurs adversaires sont Arsenal, qui tente de remporter un "doublé" tant convoité ayant remporté le Championnat d'Angleterre. Heighway joue plein de confiance dans un match finalement sans but après 90 minutes et qui nécessite donc une prolongation. À peine deux minutes après le début de la demi-heure supplémentaire, Heighway reçoit le ballon du remplaçant Peter Thompson du côté de son flanc gauche et commence une course vers la surface de réparation d'Arsenal, avec l'arrière latéral des Gunners Pat Rice qui le suit le long de sa course sans faire de tackle. Avec un crochet rapide à l'extérieur, Heighway gagne un mètre sur Rice et déclenche un tir bas dans le filet du gardien de but, Bob Wilson, qui avait anticipé un centre en sortant trop loin de son premier poteau. Malheureusement pour Heighway et Liverpool, Arsenal répond par deux buts pour s’imposer.
Heighway s’installe dans l’équipe de Liverpool pour toute la décennie suivante, remportant le premier de quatre championnats en 1973, ainsi que la Coupe de l'UEFA. Il retourne à Wembley pour une nouvelle finale de la coupe un an plus tard où Liverpool est opposé à Newcastle United. Heighway marque à nouveau, cette fois-ci à 16 minutes de la fin du match pour porter le score à 2–0, enclenchant son tir après une tête de John Toshack à la suite d'un long dégagement du gardien Ray Clemence pour placer un tir du pied droit dans le coin opposé. Le match est remporté par Liverpool sur le score de  3–0.
Heighway est désormais un titulaire régulier de l’Irlande avec laquelle il fait ses débuts le 23 septembre 1970 contre la Pologne. Il le restera durant toute la décennie 1970, participant avec la sélection à un total de 34 matchs sans toutefois trouver le chemin des filets. Il s’est vu refuser un but lors d’un match qualificatif pour la Coupe du monde de football 1978 contre la Bulgarie à Sofia.
Sur le plan national Heighway réalise un autre doublé en remportant le championnat et la coupe de l’Uefa en 1976 puis, en 1977, fais partie de l’équipe proche de réaliser le "triplé" championnat, coupe et Coupe des clubs champions européens. Liverpool remporte le championnat pour un seul point et défait ses rivaux d’Everton en demi-finale de la coupe pour atteindre la finale, cette fois-ci opposé à leurs autres rivaux de  Manchester United à Wembley. Liverpool perd le match 2–1 et son rêve de "triplé" s’achève.
Heighway a marqué son premier but de la Coupe d'Europe 1977 lors d'une victoire 5-0 au premier tour retour contre les Crusaders. Il marque également lors d'une victoire 3-0 au deuxième tour contre Trabzonspor et lors de la victoire 3-1 en demi-finale aller contre Zurich. Liverpool bat le Borussia Mönchengladbach 3–1 pour remporter sa première coupe d’Europe, Heighway délivrant deux passes décisives pour deux buts de Terry McDermott, d’un passe à travers la défense, et Tommy Smith, sur corner.
En 1978, Heighway est sur le banc lorsque Liverpool conserve la coupe des clubs champions avec un succès 1-0 contre le FC Bruges à Wembley, il entre comme remplaçant de Jimmy Case. L'année suivante, il est de nouveau fréquemment dans l'équipe alors que Liverpool remporte un autre titre de champion, mais à partir de 1980, ses titularisations dans l'équipe diminuent.
Heighway reste deux saisons de plus apparaissant de manière occasionnelle dans l’équipe et manque deux titres de champion, une nouvelle victoire en coupe d’Europe et une première victoire Coupe de la Ligue, qui sera défendu de manière victorieuse l’année suivante. Il quitte Anfield en 1982 après avoir joué 444 matches et mis 76 buts pour Liverpool.
Heighway prolonge ensuite sa carrière en s’exilant aux États-Unis, rejoignant les Kicks du Minnesota pour la saison 1981. Il participe à 26 matchs et marque quatre buts. Il rejoint l’équipe d’entraîneur d’Umbro, ce qui l’a conduit à un poste chez les Clearwater Chargers pour devenir un pionnier de la direction des entraînements aux États-Unis. En 1989, Liverpool lui demande de venir au club pour prendre en charge le centre de formation, afin de faire progresser les jeunes prometteurs jusqu’à ce qu’ils soient prêt pour le niveau professionnel. Parmi les joueurs que Heighway à fait progresser figurent Steve McManaman, Robbie Fowler, Steven Gerrard, Jamie Carragher, Dominic Matteo, David Thompson et Michael Owen.
Le 4 septembre 2006, un sondage effectué sur le site officiel du club de Liverpool place Heighway 23e des 100 Players Who Shook The Kop.
Heighway annonce sa retraite de Liverpool le 26 avril 2007, immédiatement après que l'équipe qu'il dirige remporte la FA Youth Cup pour la deuxième année consécutive. Il a commenté : "Je ne sais pas encore ce que l'avenir nous réserve, nous devrons attendre et voir." .
Heighway reprend son emploi à temps partiel au centre de formation de Liverpool en 2015, à la demande du directeur Alex Inglethorpe, avant d’accepter plus tard cette année-là un poste de consultant à plein temps. Après sept années à ce poste, il prend sa retraite une seconde fois en décembre 2022 .
Heighway figure également dans le chant populaire de Liverpool, Fields of Anfield Road, qui est fréquemment chanté par les fans de Liverpool pendant les matchs.

## Carrière
- 1970-1981 : Liverpool
- 1981 : Minnesota Kicks  [5],[6]

## Palmarès

### En équipe nationale
- 34 sélections et 0 but avec l'équipe de la république d'Irlande entre 1971 et 1982

### Avec Liverpool
- Vainqueur de la Coupe d'Europe des clubs champions en 1977, 1978 et 1981
- Vainqueur de la Coupe de l'UEFA en 1973 et 1976
- Vainqueur de la Supercoupe de l'UEFA en 1977
- Champion d'Angleterre en 1973, 1976, 1977, 1979 et 1980
- Vainqueur de la Coupe d'Angleterre en 1974
- Vainqueur de la Coupe de la Ligue anglaise en 1981
- Vainqueur du Charity Shield en 1974, 1976, 1977, 1979 et 1980

## Hommage
L'un des principaux chants de supporter du club de Liverpool, FIelds Of Anfield Road, inspiré du chant irlandais The Fields of Athenry, rend hommage à Steve Heighway .

## Sources
- (en) Stephen McGarrigle, The Complete who's who of Irish international football : 1945-1996, Edimbourg, Mainstream Publishing, octobre 1996, 237 p. (ISBN 1-85158-894-9), p. 91-92